# آندلیا آربوتینا
آندلیا آربوتینا (انگلیسی: Anđelija Arbutina؛ زادهٔ ۲۹ مارس ۱۹۶۷) بازیکن بسکتبال اهل یوگسلاوی بود.
وی در مسابقات کشوری و بین‌المللی در مجموع برندهٔ ۱ مدال طلا، ۴ مدال نقره شده‌است.